# Zabranjeno pušenje
Zabranjeno pušenje je jugoslovanska garage rock glasbena skupina iz Sarajeva. Spada med najbolj priljubljene glasbene skupine 80. let v tedanji Jugoslaviji in je tesno povezana z urbanim kulturnim gibanjem Novi primitivizem v Sarajevu.
Skupino je leta 1981 v Sarajevu osnovala skupina prijateljev, ki so pred tem sodelovali pri radijski različici oddaje Top lista nadrealista. Za razliko od takrat prevladujočih punk in novovalovskih trendov pričela ustvarjati prepoznavne ritme garažnega rocka z inovativno produkcijo in kompleksnimi zgodbami, ki so med drugim vsebovale tudi zle slutnje prihajajočih jugoslovanskih vojn v devetdesetih letih. Zabranjeno pušenje je posnelo štiri plošče in igralo na glasbenih turnejah celotne Jugoslavije, nemalokrat se je zaradi kontroverznosti zapletlo v težave s socialističnimi oblastmi.
Njihov vzpon in popularnost v poznih 80. letih je prekinila vojna v BiH. Del skupine je dalje ustvarjal v Sarajevu od leta 1996 dalje, drugi del pa je osnoval skupino v Beogradu, kasneje preimenovano v No Smoking Orchestra. Skupina in njene pesmi iz zlatih časov ostajajo dobro znane po vseh republikah nekdanje Jugoslavije tudi po njenem razpadu.

## Diskografija
- Das ist Walter (1984)
- Dok čekaš sabah sa šejtanom (1985)
- Pozdrav iz zemlje Safari (1987)
- Male priče o velikoj ljubavi (1989)